# Salix blakii
Salix blakii ist ein Strauch aus der Gattung der Weiden (Salix) mit dünnen, bräunlichen und kahlen Zweigen und 4 bis 8 Zentimeter langen Blattspreiten. Das natürliche Verbreitungsgebiet der Art reicht von Südwestasien bis China.

## Beschreibung
Salix blakii ist ein bis zu 5 Meter hoher Strauch mit dünnen, bräunlichen und kahlen Zweigen. Die Laubblätter sind gestielt. Die Blattspreite ist linealisch oder linealisch-lanzettlich, 4 bis 8 Zentimeter lang und 4 bis 5 Millimeter breit, lang zugespitzt, mit keilförmiger Basis und ganzrandigem oder fein gezähntem Blattrand. Die Blattoberseite ist matt grün, die Unterseite grünlich, beide Seiten sind anfangs seidig behaart und später kahl. Die lateralen Nervenpaare sind nur undeutlich ausgebildet.
Männliche Blütenstände sind unbekannt. Die weiblichen Kätzchen sind 3 bis 4 Zentimeter lang und verlängern sich weiter bis zur Fruchtreife. Der Blütenstandsstiel ist 5 bis 10 Millimeter lang und trägt lanzettliche Blätter, die Blütenstandsachse ist graufilzig behaart. Die Tragblätter sind bräunlich, lang verkehrt-eiförmig, unterseits kahl und an der Basis und am Rand daunenhaarig. Sie haben drei Blattadern und können bis zur Fruchtreife erhalten bleiben. Die weiblichen Blüten haben einen konischen, graufilzig behaarten und teilweise an der Basis beinahe kahlen, kurz gestielten Fruchtknoten. Der Griffel ist etwa gleich lang wie die zweispaltige Narbe. Salix blakii blüht mit dem Blattaustrieb im April, die Früchte reifen im Mai.

## Vorkommen
Das natürliche Verbreitungsgebiet liegt im Iran, in Afghanistan, Kasachstan, Tadschikistan, Usbekistan und im Süden des chinesischen Xinjiang. In China wächst sie in Höhen von 500 bis 600 Metern.

## Systematik
Salix blakii ist eine Art aus der Gattung der Weiden (Salix) in der Familie der Weidengewächse (Salicaceae). Dort wird sie der Sektion Helix zugeordnet. Sie wurde 1934 von Rudolf Goerz erstmals wissenschaftlich beschrieben. Der Gattungsname Salix stammt aus dem Lateinischen und wurde schon von den Römern für verschiedene Weidenarten verwendet.

## Nachweise